# Ukon Tokutaró
Ukon Tokutaró (Kóbe, 1913. szeptember 23. – 1944. március 1.) japán válogatott labdarúgó.
A japán válogatott tagjaként részt vett az 1936. évi nyári olimpiai játékokon.

## Statisztika
| Japán válogatott | Japán válogatott | Japán válogatott |
| Időszak          | Mérk.            | gól              |
| ---------------- | ---------------- | ---------------- |
| 1934             | 2                | 0                |
| 1935             | 0                | 0                |
| 1936             | 2                | 1                |
| 1937             | 0                | 0                |
| 1938             | 0                | 0                |
| 1939             | 0                | 0                |
| 1940             | 1                | 0                |
| Összesen         | 5                | 1                |